# Nepálban történt légi közlekedési balesetek listája
A Nepálban történt légi közlekedési balesetek listája mind a halálos áldozattal járó, mind pedig a kisebb balesetek, meghibásodások miatt történt, gyakran csak az adott légiforgalmi járművet érintő baleseteket is tartalmazza évenkénti bontásban.

## Nepálban történt légi közlekedési balesetek

### 1992
- 1992. szeptember 28., Katmandu. A Pakistan International Airlines 268-as járata, egy PIA Airbus A300-as típusú, (lajstromjele: AP-BCP volt) utasszállító repülőgépe a katmandui repülőtér megközelítése közben lezuhant. A gépen utazó 155 utas és 12 fős személyzet életét vesztette a tragédiában. Ez volt a legsúlyosabb légi közlekedési baleset, amely valaha nepáli földön történt.[1][2][3]

### 2012
- 2012 szeptember 28., Madhyapur. 19 fő vesztette életét Katmandu közelében, amikor lezuhant a Sita Air légitársaság Dornier Do 228 típusú, (9N-AHA lajstromjelű) repülőgépe.[4]

### 2016
- 2016. február 24., Dana település, Rupse Chhahara-hegység, Soleghopte mellett. 23 fő, köztük két gyermek vesztette életét az ország nyugati részén a Tara Air 193-as számú járata, egy Viking Air DHC-6-400 Twin Otter típusú repülőgép lezuhant. A gépen 3 fős személyzet volt. A gép hegyoldalnak csapódott.[4][5]

### 2018
- 2018. március 12., Katmandu. A US-Bangla bangladesi légitársaság BS211-es járata, egy Bombardier Dash 8 Q400-as típusú utasszállító repülőgépe lezuhant. Negyvenkilenc fő életét vesztette a balesetben, 22 fő megsérült, többen súlyos sérüléseket szenvedtek. 33 fő nepáli, 32 fő bangladesi, 1 kínai és egy maldív-szigeteki utas utazott a gépen. A gép személyzete 4 fő volt.[4]

### 2019
- 2019.04.13., Lukla. Egy kis repülőgép egy felszállóhelyen lévő helikopternek ütközött. A gép másodpilótája és egy rendőrtiszt életét vesztette. Egy rendőrtiszt, a gép pilótája és egy harmadik személy megsérült.[6]

### 2023
- 2023. január 15., Pokhara. A Yeti Airlines 691-es belföldi járata, egy ATR 72-500-as, leszállás közben lezuhant. A fedélzeten tartózkodó 72 fő életét vesztette.[7]